# Манченківська селищна рада
Манченківська се́лищна ра́да — адміністративно-територіальна одиниця та орган місцевого самоврядування в Харківському районі Харківської області. Адміністративний центр — селище міського типу Манченки.

## Загальні відомості
Манченківська селищна рада утворена в 1920 році.
- Територія ради: 36,29 км²
- Населення ради: 4 618 осіб (станом на 2001 рік)

## Населені пункти
Селищній раді підпорядковані населені пункти:
- смт Манченки
- с-ще Барчани
- с. Горіхове
- с. Гурине
- с. Мищенки
- с. Нестеренки
- с-ще Санжари
- с-ще Спартаси
- с-ще Травневе
- с-ще Ударне

## Склад ради
Рада складається з 20 депутатів та голови.
- Голова ради: Палагута Віталій Олексійович
- Секретар ради: Безрук Вікторія Михайлівна

### Керівний склад попередніх скликань
| Прізвище, ім'я, по батькові  | Основні відомості                                                        | Дата обрання | Дата звільнення |
| ---------------------------- | ------------------------------------------------------------------------ | ------------ | --------------- |
| Петінов Петро Дмитрович      | Селищний голова, 1953 року народження, член Партії регіонів              | 26.03.2006   | 15.04.2010      |
| Новосьолова Ірина Михайлівна | Селищний голова, 1958 року народження, освіта вища, член Партії регіонів | 31.10.2010   | 24.12.2014      |
| Палагута Віталій Олексійович | Селищний голова, 1980 року народження, освіта вища, безпартійний         | 25.10.2015   |                 |

Примітка: таблиця складена за даними сайту Верховної Ради України

### Депутати
За результатами місцевих виборів 2010 року депутатами ради стали:

#### За суб'єктами висування
| Суб'єкт висування           | Кількість обраних депутатів | %  |
| --------------------------- | --------------------------- | -- |
| Партія регіонів             | 17                          | 85 |
| Комуністична партія України | 2                           | 10 |
| Самовисування               | 1                           | 5  |

#### За округами
| № округу                    | Прізвище, ім'я, по батькові     | Дата визнання обраним | Освіта             | Партійна приналежність | Відомості про обраного депутата                                     |
| --------------------------- | ------------------------------- | --------------------- | ------------------ | ---------------------- | ------------------------------------------------------------------- |
| Комуністична партія України |                                 |                       |                    |                        |                                                                     |
| 3                           | Каплун Володимир Антонович      | 03.11.2010            | середня            | позапартійний          | Харківське дочірнє підприємство механізацїї- 256, водій             |
| 9                           | Сидоренко Лариса Миколаївна     | 03.11.2010            | вища               | позапартійна           | ПАТ"МЕГАБАНК", заступник начальника                                 |
| Партія регіонів             |                                 |                       |                    |                        |                                                                     |
| 1                           | Безрук Вікторія Михайлівна      | 03.11.2010            | вища               | член Партії регіонів   | Манченківська селищна рада, секретар-друкарка                       |
| 2                           | Палагута Віталій Олексійович    | 03.11.2010            | середня            | член Партії регіонів   | ПП «Шере-мет О. В.», адміністратор                                  |
| 4                           | Калініченко Лариса Петрівна     | 03.11.2010            | середня            | член Партії регіонів   | Манченківська селищна рада, уповноваженаз правдитини                |
| 6                           | Вдовенко Олег Миколайович       | 03.11.2010            | середня            | член Партії регіонів   | селищний клуб, охоронець                                            |
| 7                           | Панченко Микола Петрович        | 03.11.2010            | вища               | член Партії регіонів   | Манченківська загальноосвітня школа, вчитель                        |
| 8                           | Шухат Даніїл Якович             | 03.11.2010            | вища               | член Партії регіонів   | ВАТ"Харківміськгаз", заступник генерального директора               |
| 10                          | Нежид Микола Олексійович        | 03.11.2010            | середня            | член Партії регіонів   | пенсіонер                                                           |
| 11                          | Рожанський Віталій Анатолійович | 03.11.2010            | вища               | член Партії регіонів   | ТОВ «Нафтогазрембуд», директор                                      |
| 12                          | Чрікішвілі Антон Тенгізович     | 03.11.2010            | середня            | член Партії регіонів   | приватний підприємець                                               |
| 13                          | Костяшкін Сергій Іванович       | 03.11.2010            | вища               | член Партії регіонів   | Харківськадержавна лісовпорядна експе-диція, начальник              |
| 14                          | Оганесов Вова Арутюнович        | 03.11.2010            | середня            | член Партії регіонів   | приватний підприємець                                               |
| 15                          | Кирилюк Ольга Борисівна         | 03.11.2010            | середня спеціальна | член Партії регіонів   | магазин «Крамаренко», продавець                                     |
| 16                          | Березовський Сергій Кирилович   | 03.11.2010            | вища               | член Партії регіонів   | Авторемонтна майстерня Південної залізниці, машиніст екструдера     |
| 17                          | Соколов Валерій Іванович        | 03.11.2010            | вища               | член Партії регіонів   | пенсіонер                                                           |
| 18                          | Ребенок Віктор Григорович       | 03.11.2010            | вища               | член Партії регіонів   | ВАТ"Харківміськгаз, заступник генерального директора                |
| 19                          | Моргун Надія Іванівна           | 03.11.2010            | середня            | член Партії регіонів   | тимчасово не працює                                                 |
| 20                          | Манько Леонід Олександрович     | 03.11.2010            | середня            | член Партії регіонів   | приватний підприємець                                               |
| Самовисування               |                                 |                       |                    |                        |                                                                     |
| 5                           | Антонова Вікторія Валеріївна    | 03.11.2010            | вища               | позапартійна           | Люботинський МВУМВС України наПівденнійзалізниці, помічник слідчого |